# Марийская народная песня
Марийская народная песня (луговомар. Марий калык муро, горномар. Мары халык мыры) — песня, слова и музыка которой сложились исторически в ходе развития марийской культуры. У народной песни нет определённого автора, или автор неизвестен.
Народно-песенная культура марийцев отличается богатым жанровым разнообразием. В песенном творчестве марийцев наиболее полно представлены два раздела: лирика и драма. Преобладающими являются лирические песни, подразделяющиеся на личную лирику, гражданскую лирику, пейзажную лирику, лирические песни в представлениях. Песни-драмы составляют также значительную часть народно-песенного богатства. Это песни семейно-бытового цикла (свадебные, похоронные, колыбельные), календарные (зимние — рождественские и масленичные; весенние; летние — семицкие, покосные, жнивные и т. д.), частушки и инструментальные наигрыши.
И как величайшие памятники вечному процессу продолжения рода человеческого дошли до нас старинные свадебные обряды и сопровождающие их песни. Марийские композиторы увековечили их, создав замечательные хоровые обработки свадебных песен и инструментальные мелодии, передав их своеобразное колоритное звучание средствами многоголосного хорового исполнения.
В основе большинства марийских песен лежит пятиступенная система лада.